# 9XM

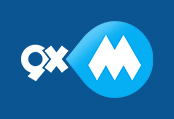
Logotip.

9XM és una televisió musical de l'Índia, que emet en idioma hindi. Retransmet tant al país asiàtic com al Regne Unit. Va iniciar les seues emissions el 2008.
És cadena germana de 9X, propietat de la xarxa INX Networks. La seua programació es basa sobretot en vídeos musicals provinent de les pel·lícules de Bollywood, així com entrevistes i reportatges dels cantants del cinema hindi.
Emet per:
- Tata Sky (L'Índia) Canal 703
- Sky Digital (Regne Unit i Irlanda) Canal 829
- Freesat (Regne Unit) Canal 513
- Dish TV (L'Índia) Canal 318
- DD Free Dish Canal 57[3]